# Thalia rhomboides
Thalia rhomboides är en ryggsträngsdjursart som först beskrevs av Jean René Constant Quoy och Joseph Paul Gaimard 1824.  Thalia rhomboides ingår i släktet Thalia och familjen bandsalper. Inga underarter finns listade i Catalogue of Life.